# Авангардівська селищна територіальна громада
Авангардівська селищна територіальна громада — територіальна громада в Україні, у Одеському районі Одеської області. Адміністративний центр — селище Авангард. Відстань від адміністративного центру громади до обласного центру, м. Одеса, складає 13 км. Віддаленість населених пунктів громади від адміністративного центру — від 4,5 до 10 км. Територіальна громада займає площу 73,87 км².

## Історія громади
Громада створена 26 травня 2017 року в рамках адміністративно-територіальної реформи 2015—2020 років, в результаті об'єднання Авангардівської селищної із Прилиманською сільською радою. Перші вибори відбулися 29 жовтня 2017 року.
22 грудня 2019 року відбулися додаткові вибори депутатів у зв'язку із добровільним приєднанням до громади села Нова Долина.
17 липня 2020 р. Постановою Верховної Ради, відповідно до Закону України «Про внесення змін до деяких законів України щодо визначення територій та адміністративних центрів територіальних громад», розпорядження Кабінету Міністрів України від 12 червня 2020 року № 720-р «Про визначення адміністративних центрів та затвердження територій територіальних громад Одеської області» та за результатами місцевих виборів, які відбулися 25 жовтня 2020 року, до складу Авангардівської селищної територіальної громади увійшли смт Хлібодарське та селище Радісне Біляївського району Одеської області.

## Населені пункти
До складу громади входять п'ять населених пунктів:
- селище Авангард
- селище Радісне
- селище Хлібодарське
- село Прилиманське
- село Нова Долина

## Адміністрація
Органом місцевого самоврядування Авангардівської селищної територіальної громади є Авангардівська селищна рада. Депутатський корпус Авангардівської селищної ради VIII скликання налічує 26 осіб.
На території громади створено три старостинські округи, а саме:
- Прилиманський старостинський округ (с. Прилиманське);
- Новодолинський старостинський округ (с. Нова Долина);
- Хлібодарський старостинський округ (селище Хлібодарське та селище Радісне).

## Природно-географічні та кліматичні умови

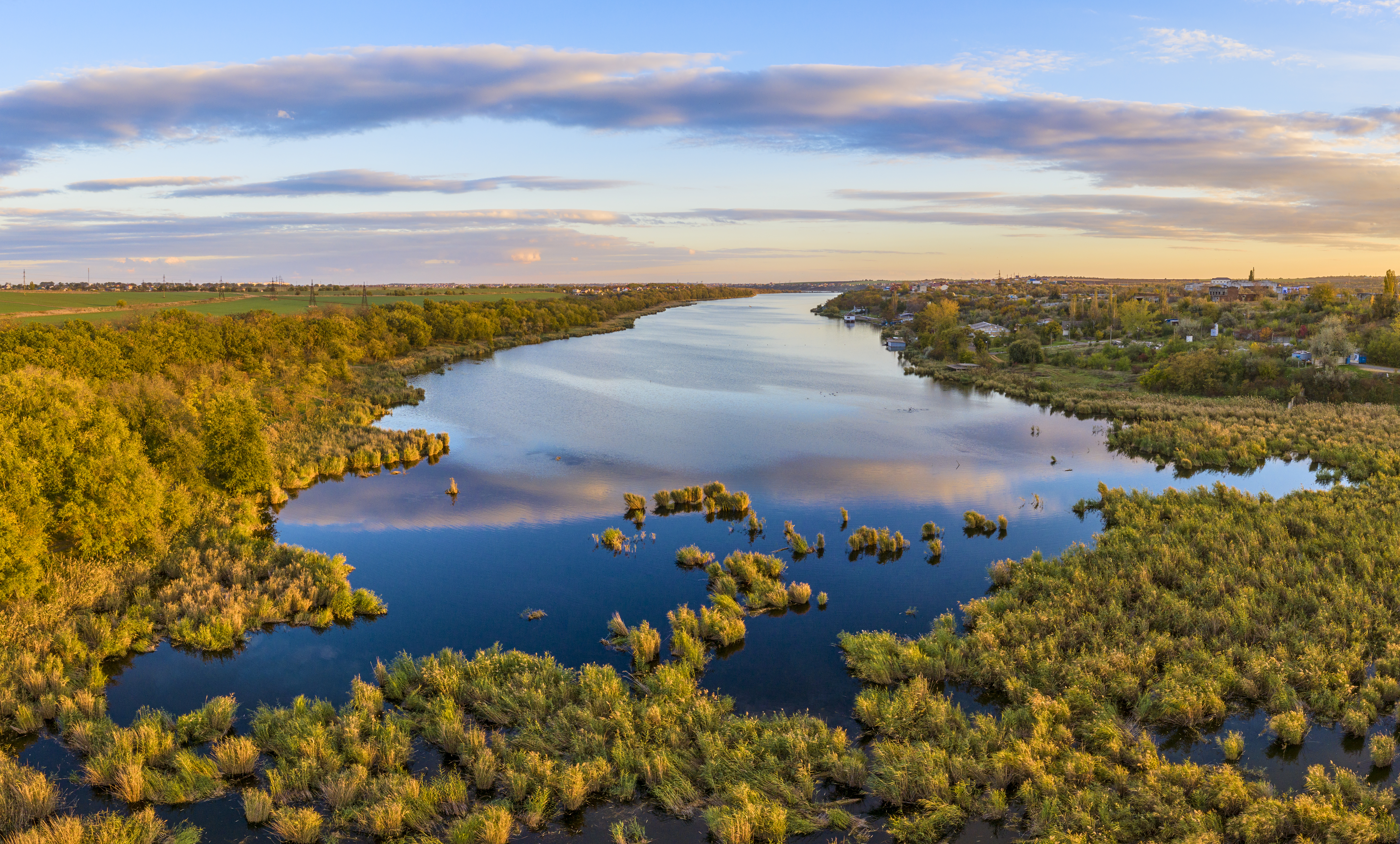
Гребний канал, село Прилиманське

Рельєф території — низовинно-рівнинний. Більша частина територія громади розташована в межах Причорноморської низовини, яка має рівнинний, подекуди пологохвилястий рельєф з абсолютними висотами до 20-30 м. Поверхня територія розчленована долинами, балками, глибина яких від 10-20 м.
Земельні ресурси представлені переважно чорноземи південні та солонцюваті ґрунти. Річна кількість опадів — до 350 мм. Природні умови сприятливі для вирощування найцінніших сільськогосподарських культур: озимої пшениці, кукурудзи, ячменю, соняшнику.
Клімат помірно-континентальний з жарким сухим літом, м'якою малосніжною нестійкою зимою. Пересічна температура січня до -1,8°, липня, відповідно, до +22,9°. Безморозний період триває від 166 до 208 днів. Серед несприятливих кліматичних явищ характерні суховії (гарячі вітри) та пилові бурі (повторюваність — 3-8 днів на рік), грози (20-26 днів), град (2 дні), посухи, тумани (20-30 днів на рік).

## Населення
Статистична чисельність жителів Авангардівської селищної територіальної громади станом на 01.01.2023 року — 20 505 осіб, а саме: смт Авангард — 7680 осіб, смт Хлібодарське — 2514 осіб, с. Нова Долина — 3678 осіб,  с. Прилиманське — 6004 особи та с-ще Радісне — 629 осіб.
Фактично на території громади проживає близько 40 тисяч осіб. Зазначена ситуація є однією з найбільш проблемних та таких, що потребують нагального вирішення. Це пов'язано зі складнощами у плануванні діяльності громади з надання усього комплексу послуг своїм мешканцям.
Протягом 2022—2023 рр, починаючи з 24 лютого 2022 року, на території громади зареєстровано 4533 внутрішньо переміщені особи.

## Освітні заклади громади
Освітня мережа громади. Одним з пріоритетних напрямків діяльності було і залишається впровадження нової якості освіти в закладах громади.
Мережа закладів освіти Авангардівської селищної територіальної [Архівовано 10 червня 2021 у Wayback Machine.] складається з:
- закладу дошкільної освіти «Берізка» Авангардівської селищної ради;
- Хлібодарського закладу дошкільної освіти «Берізка» Авангардівської селищної ради; [Архівовано 10 червня 2021 у Wayback Machine.]
- закладу дошкільної освіти «Мадагаскар» Авангардівської селищної ради [Архівовано 10 червня 2021 у Wayback Machine.];
- закладу загальної середньої освіти «Авангардівська гімназія» Авангардівської селищної ради; [Архівовано 10 червня 2021 у Wayback Machine.]
- закладу загальної середньої освіти «Новодолинський ліцей» Авангардівської селищної ради; [Архівовано 10 червня 2021 у Wayback Machine.]
- закладу загальної середньої освіти «Прилиманський ліцей» Авангардівської селищної ради; [Архівовано 10 червня 2021 у Wayback Machine.]
- Хлібодарського закладу загальної середньої освіти І-ІІІ ступенів Авангардівської селищної ради. [Архівовано 10 червня 2021 у Wayback Machine.]

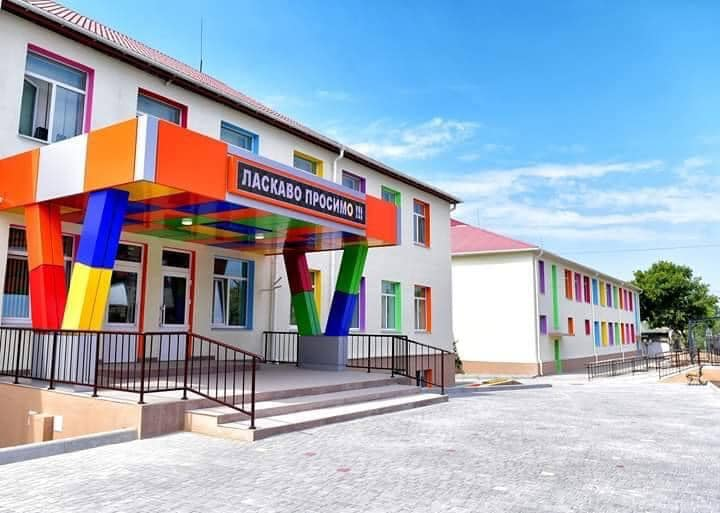
Прилиманський ліцей

З метою створення комфортних умов для отримання освітніх послуг жителями села Прилиманське, протягом 2018—2020 років здійснено капітальний ремонт Прилиманської загальноосвітньої школи І-ІІІ ступенів та благоустрій прилеглої території.
У 2019 році розпочато будівництво загальноосвітньої школи ІІ-ІІІ ступенів Авангардівського НВК «Дошкільний навчальний заклад (дитячий садок) — загальноосвітня школа І ступеня» за адресою: 67805, Одеська область, смт Авангард, вул. Добрянського, 26 а. Проект реалізується за рахунок коштів Державного фонду регіонального розвитку та місцевого бюджету.

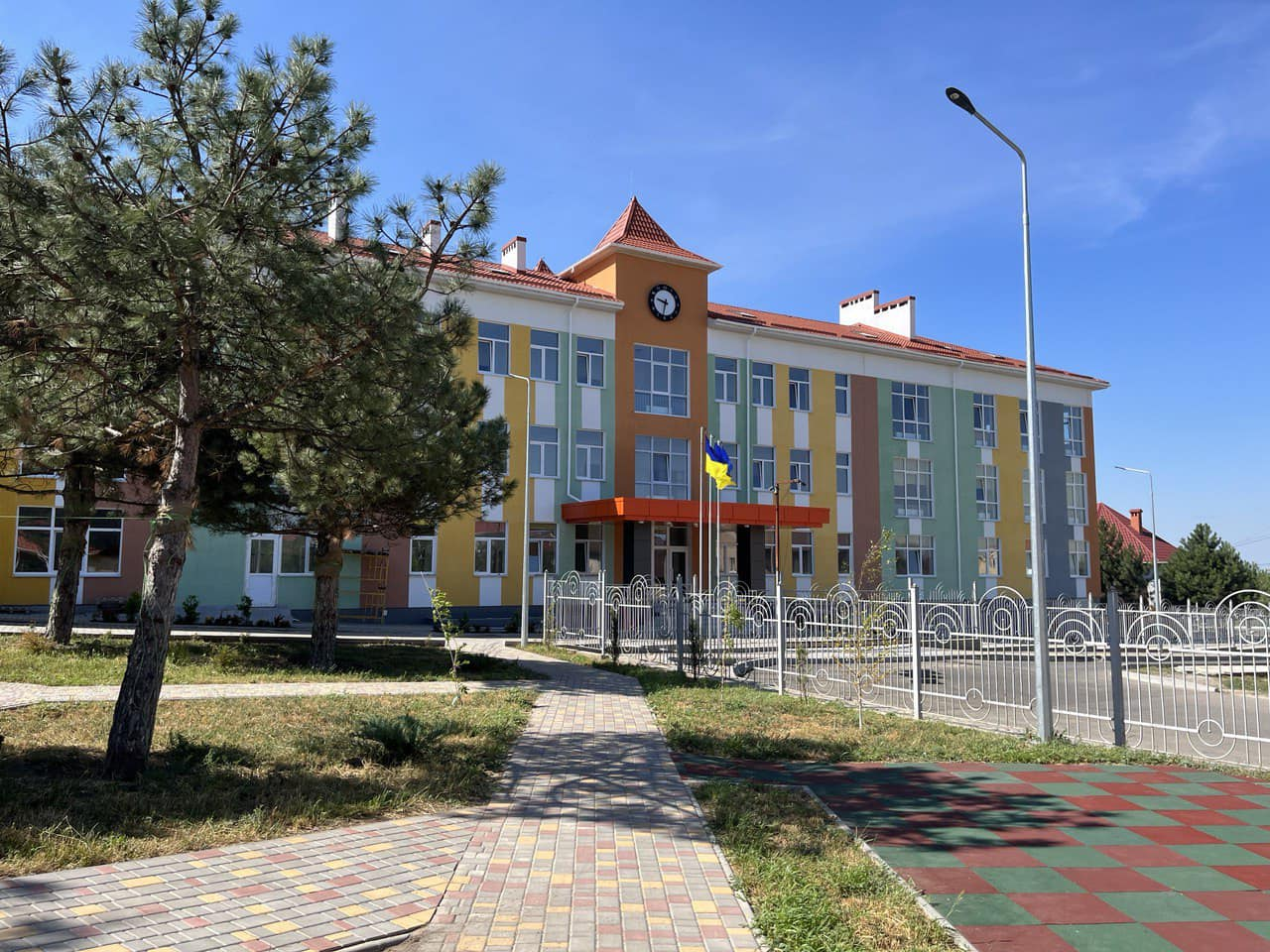
Авангардівська гімназія. Об'єкт включено до Програми Президента України «Велике будівництво».

У 2021 році Прилиманська школа вітала рекордні десять перших класів. Загалом в Прилиманському ліцеї навчається майже 1200 дітей.
В листопаді 2021 року розпочато реконструкцію приміщень Новодолинського ліцею.
З  метою 100 % охоплення дітей громади відповідного віку дошкільною освітою Авангардівською селищною радою ініційовано початок реалізації проєкту «Будівництво дитячого садка на 190 місць за адресою: вул. Європейська, 11, смт Авангард, Овідіопольського району, Одеської області». Даний проєкт у 2019 році було подано для участі в конкурсі програм і проєктів ДФРР. Дитячий садок, зведений з нуля за дев'ять місяців, має комфортні ігрові та спальні кімнати, медичний блок та харчоблок. У дитсадку  влаштовано комп'ютерний та музичний класи з інструментами.
21 грудня 2021 року в Міністерстві розвитку громад та територій України нагородили 28 переможців конкурсу «Кращі практики місцевого самоврядування у 2021 році». У номінації «Селищні ради» проєкт Авангардівської селищної територіальної громади: "Інвестиції в майбутнє: дитячий садок «Мадагаскар» як успішна практика будівництва об'єкта соціальної інфраструктури при співфінансуванні з тьох джерел: державного, обласного та селищного бюджетів (тема «Реалізація проєктів стратегічного розвитку») було відзначено Дипломом ІІ ступеня.

## Заклади культури
На території громади функціонують Центр культурних послуг Авангардівської селищної ради та його філії (заклади культури), які надають комплекс відповідних послуг:
- Хлібодарська філія Центру культурних послуг, смт Хлібодарське, вул. Маяцька дорога, 23;
- Прилиманська філія Центру культурних послуг, с. Прилиманське, вул. Центральна, 120;
- Новодолинська філія Центру культурних послуг, вул. Геннадія Кудряшова, 1 а;
- Філія в с-ща Радісне Центру культурних послуг, вул. Миру, 1а;
- Підрозділ на території житлового масиву «Сьоме небо», вул. Торгова, 15.

В Центрі культурних послуг працює 4 бібліотеки та 28 студій з: вокалу, хореографії, вокально-інструментальні, театральні, музичні, модельна та художні.
Також функціонують виставкова зала, кінозал, студія звукозапису та дитячий хаб.
Надають послуги студії спортивного напрямку: айкідо, циркова акробатика, чирлідинг, айкідо та йога.

## Спорт у громаді

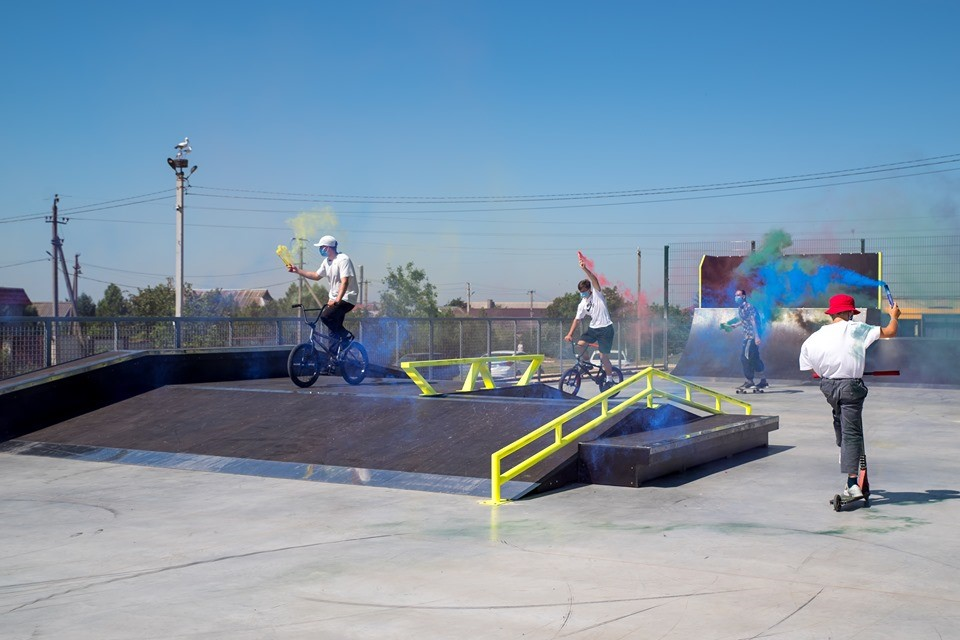
Скейт-парк, село Прилиманське

Одним із пріоритетних завдань освіти є виховання дітей та учнівської молоді. В Авангардівській територіальній громаді створено систему виховної роботи, що охоплює всі ланки освіти та забезпечує комплексне виховання дітей і підлітків, проводиться робота щодо створення умов для позаурочної та позашкільної зайнятості дітей.
Позашкільна освіта, як складова системи безперервної освіти, визначеної Конституцією України та Законом України «Про освіту», на території громади представлена закладом позашкільної освіти — Комплексною дитячо-юнацькою спортивною школою «Авангард». Розвиток спорту у громаді серед пріоритетів.

## Заклади охорони здоров'я

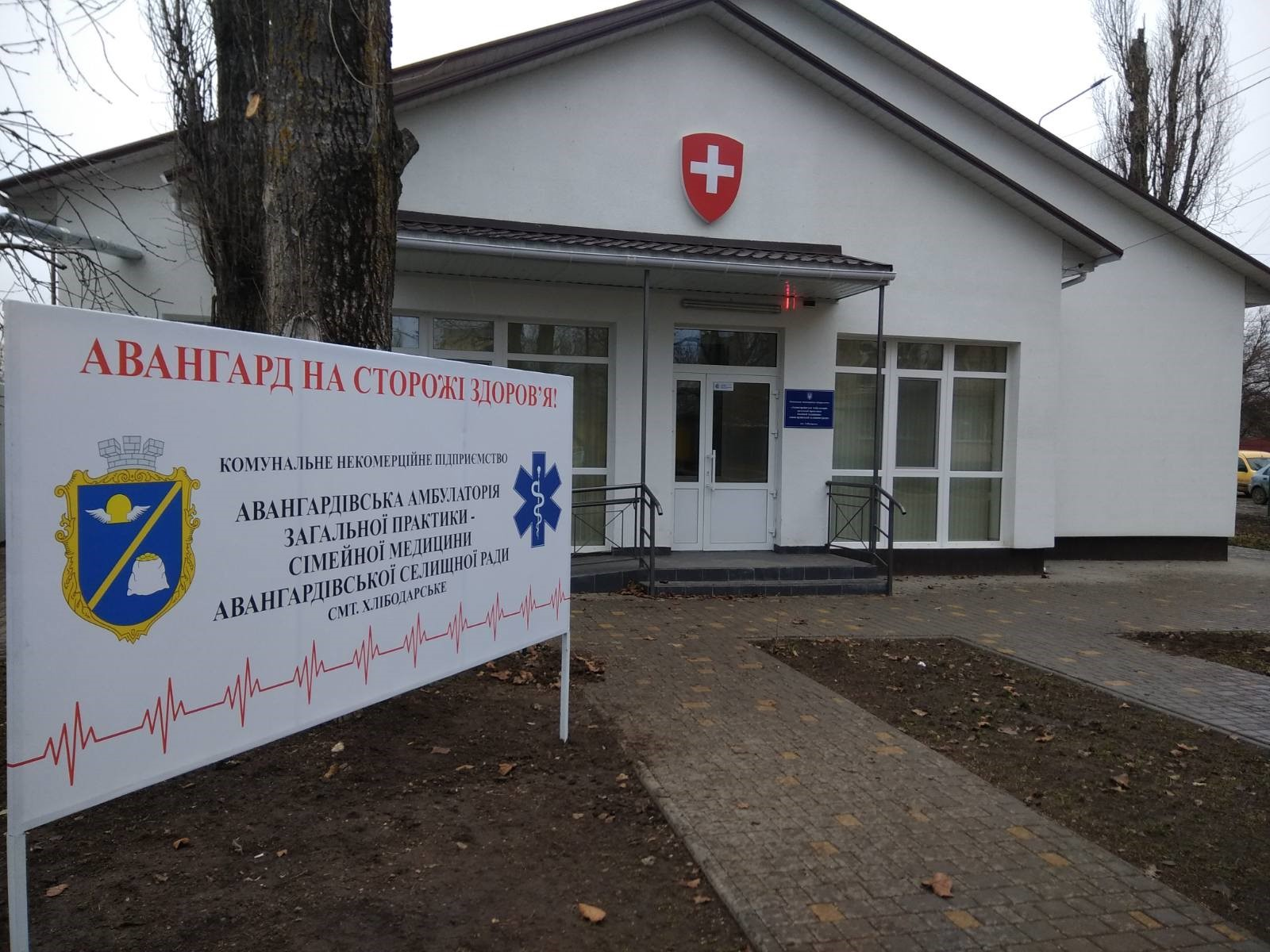
Амбулаторія ЗПСМ, селище Хлібодарське

З метою забезпечення надання жителям громади медичних послуг з первинної медичної допомоги в Авангардівській селищній територіальній громаді функціонує комунальне некомерційне підприємство «Авангардівська амбулаторія загальної практики — сімейної медицини» [Архівовано 10 червня 2021 у Wayback Machine.] у складі 5-ти філій, розташованих в селище Авангард, ж\м «Сьоме небо», с. Прилиманське, с. Нова Долина та селище Хлібодарське.
Станом на 31.12.2020 року 13759 жителів Авангардівської селищної територіальної громади подали декларації про вибір лікаря, який надає первинну медичну допомогу. Протягом 2020 року кількість відвідувань амбулаторій склала 27 066 осіб.
Протягом 2022 року за зверненнями внутрішньо переміщених осіб надано 1016 медичних послуг. 48 переміщених осіб підписали декларації із сімейними лікарями.

## Соціальний захист населення
З метою забезпечення належного соціального захисту населення, надання соціальних послуг мешканцям нашої громади у селищній раді створено Відділ соціального захисту населення та Службу у справах дітей.
В Авангардівській громади з 24 лютого 2022 року та досі приймають внутрішно переміщених осіб з різних регіонів країни та вирішують питання їх інтеграції. Інспектори Відділу соціального захисту населення ведуть прийом переселенців, видають довідки, приймають документи на оформлення виплат.
З 2022 року в громаді працює проєкт "Надання соціально-психологічної підтримки сім'ям з дітьми вразливих категорій в період війни, який впроваджує БФ «Вітрила дитинства» за підтримки МБО БФ СОС Дитячі містечка Україна.

## Надання адміністративних послуг

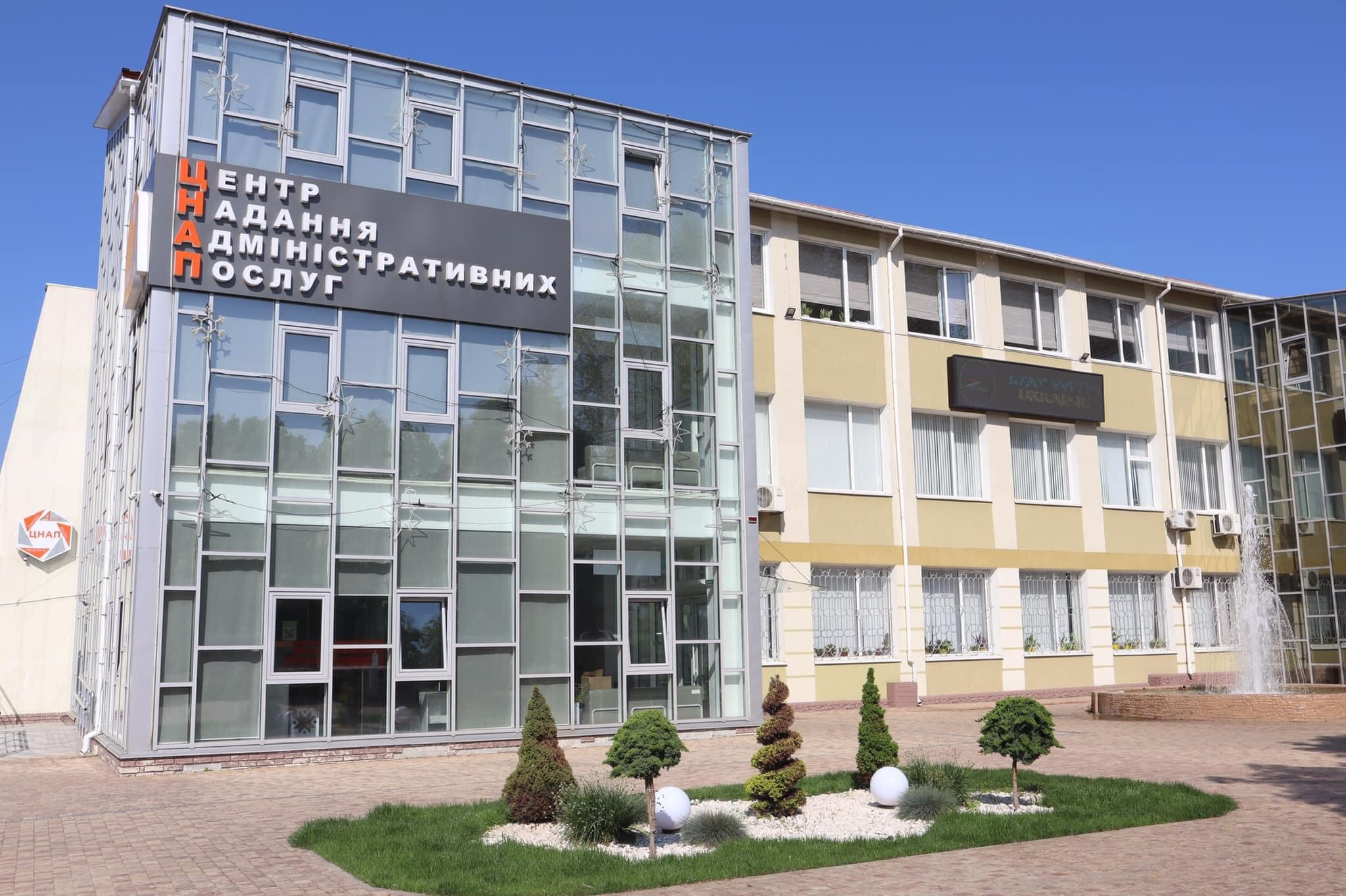
Центр надання адміністративних послуг

Авангардівський ЦНАП визначено переможцем Всеукраїнського конкурсу «Кращі практики управління персоналом» у номінації «Краща практика формування та підтримки комфортного середовища на робочому місці». Організатором конкурсу є Національне агентство України з питань державної служби.
16 грудня 2021 року  Генеральним департаментом з питань управління персоналом на державній службі НАДС  нагороджено переможців.
В результаті співпраці нашої громади та Програми «U-LEAD з Європою» протягом 2019—2020 років було розроблено комплексний підхід до створення системи надання адмінпослуг в Авангардівській селищній територіальній громаді, а наприкінці 2020 та на початку 2021 року сучасне та комфортне приміщення ЦНАП, збудоване за рахунок коштів місцевого бюджету, облаштовано необхідним меблевим та комп'ютерним обладнанням, придбаним за кошти міжнародної технічної допомоги, наданої у рамках Програми.

## Житлово-комунальне господарство
На території громади успішно функціонують три комунальні підприємства та три ТОВ, а саме:
- ЖКП «Драгнава», [Архівовано 10 червня 2021 у Wayback Machine.]
- КП «Авангардкомунсервіс», [Архівовано 10 червня 2021 у Wayback Machine.]
- КП «Хлібодарське ВУ ЖКГ», та три товариства з обмеженою відповідальністю:
- ТОВ «Житло сервіс»; [Архівовано 10 червня 2021 у Wayback Machine.]
- ТОВ «Квадро сервіс»;
- ТОВ «Озерки сервіс». [Архівовано 10 червня 2021 у Wayback Machine.]

## Інвестиції громади
З метою сприяння залученню іноземних і внутрішніх інвестицій, грантів для розвитку економічного потенціалу, пошуку потенційних інвесторів протягом 2020 року було проведено дуже важливу роботу з завершення розробки та прийняття Стратегії розвитку Авангардівської об'єднаної територіальної громади на 2020—2027 роки [Архівовано 10 червня 2021 у Wayback Machine.]. Цим документом визначено найважливіші соціальні, економічні, інфраструктурні та екологічні проекти, включаючи напрями розподілу ресурсів, які повинні найкращим чином сприяти розвитку громади.
Стратегія громади налічує 96 проектів, які заплановано реалізувати у період з 2020—2027 роки.
Місія та стратегічне бачення розвитку громади: Авангардівська селищна територіальна громада у 2027 році:
- дружній і зручний для бізнесу, комфортний і безпечний для мешканців Центр економічної діяльності Північного Причорномор'я;
- екологічно чиста транспортно доступна територія, забезпечена інфраструктурою для навчання, праці та відпочинку;
- громада з рівними умовами для всіх підприємств, яка пишається своїми людьми, їхнім культурним та спортивним розмаїттям.

## Економіка
Виробнича спеціалізація громади — торгівля, супутні послуги, промисловість, а також сільськогосподарське виробництво (рослинництво).
Авангардівська селищна територіальна громада у контексті економічного розвитку має унікальні конкурентні переваги, пов'язані з вигідним географічним розташуванням та історично сформованим потужним підприємництвом у секторах торгівлі та логістики.
На території громади розміщується найбільший у Східній Європі промтоварний ринок, відомий під назвою «Сьомий кілометр» (ТОВ  «Промтоварний ринок») та логістичний центр Холдингу «Імперіал», який був заснований у 1993 році та є лідером з імпорту в Україну бананів із країн Латинської Америки.

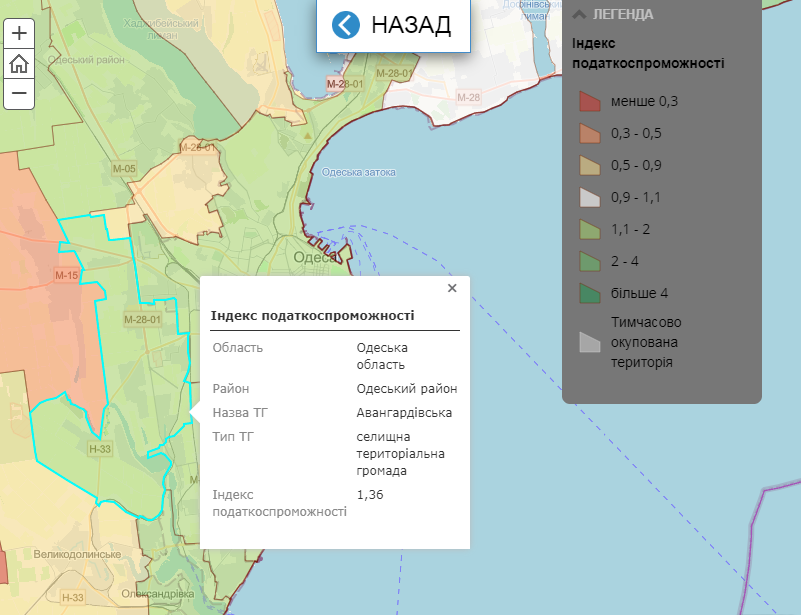
Індекс податкоспроможності громади (2020 рік)

## Міжнародні партнери
- Місто Кріково, Муніципій Кішенеу, Республіка Молдова
- Місто Тиргу-Окна, Жудецул Бакеу, Румунія

## Українські партнери
- Куяльницька сільська громада
- Якушинецька сільська громада
- Привільненська сільська громада
- Ямпільська міська громада
- Слобожанська селищна громада